# Tuman Bay I
Al-Màlik al-Àdil Sayf-ad-Din Tuman-bay (àrab: الملك العادل طومان باي, al-Malik al-ʿĀdil Sayf ad-Dīn Ṭūmān-bāy), més conegut simplement com al-Àdil Tuman-bay o Tuman-bay (I), fou soldà mameluc de la dinastia burjita o circassiana (1501). El sultà al-Àixraf Janbalat fou derrocat el gener del 1501 pel governador de Síria, Tuman-bay, un altre mameluc aixrafí, després d'una lluita a la ciutadella cel Caire. Tuman-bay va pujar al poder amb els títols d'al-Màlik al-Àdil Sayf-ad-Din. La seva fama es va esvair tan bon punt va arribar al poder en què va tenir un comportament brutal ordenant nombroses execucions. Al cap de quatre mesos un cop d'estat el va enderrocar. Els amirs aixrafís van tenir dificultats per trobar un candidat al sultanat sent nomenat finalment Qànsawh al-Ghawrí, que va acceptar el nomenament després de certs dubtes (abril de 1501)